# Mitromorphidae
Mitromorphidae là một họ ốc biển đơn ngành có kích cỡ từ nhỏ đến vừa trong liên họ Conoidea.
Bouchet, Kantor et al. từ năm 2011 đã nâng phân họ Mitromorphinae (thuộc họ Mitromorphidae) lên thành một họ riêng biệt.

## Các chi
Theo World Register of Marine Species).
- Anarithma Iredale, 1916
- Arielia Shasky, 1961
- † Itia Marwick, 1931
- Lovellona Iredale, 1917
- Maorimorpha Powell, 1939
- † Mitrellatoma Powell, 1942
- Mitromorpha Carpenter, 1865
- Scrinium Hedley, 1922

Genera brought into synonymy
- Ariella Shasky, 1961: synonym of Arielia Shasky, 1961
- Citharopsis Pease, 1868: synonym of Anarithma Iredale, 1916
- Cymakra Gardner, 1937: synonym of Mitromorpha Carpenter, 1865
- Helenella Casey, 1904: synonym of Mitromorpha Carpenter, 1865
- Mitrithara Hedley, 1922: synonym of Mitromorpha Carpenter, 1865
- Mitrolumna Bucquoy, Dautzenberg & Dollfus, 1883: synonym of Mitromorpha Carpenter, 1865
- Vexiariella Shuto, 1983: synonym of Arielia Shasky, 1961